# Bienkonia pusilla
Bienkonia pusilla är en insektsart som först beskrevs av Bei-bienko 1957.  Bienkonia pusilla ingår i släktet Bienkonia och familjen gräshoppor. Inga underarter finns listade i Catalogue of Life.